# Falsa traducción
Se denomina falsa traducción al recurso utilizado por los autores de ciertas obras de ficción, especialmente los libros de caballerías españoles del Siglo de Oro, de presentar sus obras como traducciones al español de originales escritos en griego, latín y otros idiomas. Habitualmente, los escritores adornaban tal afirmación refiriéndose a las circunstancias en que habían sido hallados los manuscritos o a la vida de sus supuestos autores, generalmente caracterizados como magos, médicos o eclesiásticos de alta jerarquía.

## Concepto
Aunque algunos de los primeros libros de caballerías fueron, efectivamente, traducción al español de obras francesas, ya el tópico de la falsa traducción se había iniciado en el más antiguo libro de caballerías conocido en castellano, El Caballero Zifar, cuyo autor dice haberlo traducido de un texto en latín que a su vez era traducción de un original en caldeo. El recurso se generalizó a partir de Las sergas de Esplandián de Garci Rodríguez de Montalvo, quien dijo haber traducido el texto de un original griego, que "por gran dicha pareció" en una ermita cerca de Constantinopla y fue llevado a España por un mercader húngaro. Supuestamente, el autor de la obra había sido el maestro Elisabat, virtuoso médico y sacerdote que acompañó a Amadís de Gaula y a su hijo Esplandián en algunas de sus aventuras. Con anterioridad, Joan Martorell había utilizado el tópico de la falsa traducción en su obra Tirante el Blanco, que dijo haber traducido al valenciano a partir de una versión en portugués de un texto original inglés. 
Dada la importancia de Constantinopla en el ciclo amadisiano y en otros ciclos populares, muchos autores atribuyeron a sus libros de caballerías el carácter de traducciones del griego. Sin embargo, otros pretendieron que los textos originales de sus obras habían sido escritos en otras lenguas, tales como el alemán, el toscano, el inglés, el tártaro, el latín, el árabe, el francés, el húngaro, etc. Algunos incluso presentaron sus obras como traducciones de traducciones: por ejemplo, hay obras que dicen ser traducidas de un texto en latín que a su vez había sido traducido de un original griego. Otros simplemente se presentan como traducciones, sin indicar cuál había sido la lengua del original.
Miguel de Cervantes se burló ampliamente del tópico de la falsa traducción en el Quijote, al pretender que el original de la obra había sido escrito en árabe por Cide Hamete Benengeli. La parodia fue recogida en la mayoría de los continuadores del Quijote, que se valieron de la figura de Benengeli para autorizar sus obras, o crearon nuevos cronistas, como el sabio Alisolán mencionado por Alonso Fernández de Avellaneda en el primer capítulo de su Quijote.
Los principales libros de caballerías españoles cuyo texto se conserva se refieren al tópico de la falsa traducción del modo siguiente:
- El Caballero Zifar, original en caldeo, traducido al castellano de una traducción en latín
- Las sergas de Esplandián, traducido del griego
- Florisando, del toscano
- Palmerín de Oliva, del griego
- Primaleón, del griego
- Floriseo, de una lengua extranjera no identificada
- Arderique, de una lengua extranjera no identificada
- Clarián de Landanís (Parte I), original en latín, traducido de una versión en alemán
- Claribalte, del tártaro
- Lepolemo, del árabe
- Lisuarte de Grecia, del griego
- Amadís de Grecia, del griego
- Florisel de Niquea, del griego
- Florambel de Lucea, del inglés
- Lidamor de Escocia, del toscano
- Philesbián de Candaria, del alemán
- Valerián de Hungría, del húngaro
- Félix Magno, original en árabe, traducido de una versión en toscano
- Cirongilio de Tracia, original en griego escrito por Novarco, traducido de una versión en latín hecha por Promusis
- Florando de Inglaterra, del inglés
- Felixmarte de Hircania, original en griego escrito por Philossio Ateniense, traducido de una versión en toscano hecha por Petrarca